# Canton de Vierzon-1
Le canton de Vierzon-1 est une circonscription électorale française située dans le département du Cher et la région Centre-Val de Loire.
À la suite du redécoupage cantonal de 2014, les limites territoriales du canton sont remaniées.

## Histoire
Le canton de Vierzon-I a été créé par le décret du 2 août 1973 à la suite du démantèlement de l'ancien canton de Vierzon.
Un nouveau découpage territorial du Cher entre en vigueur en mars 2015, défini par le décret du 21 février 2014, en application des lois du 17 mai 2013 (loi organique 2013-402 et loi 2013-403). Les conseillers départementaux sont, à compter de ces élections, élus au scrutin majoritaire binominal mixte. Les électeurs de chaque canton élisent au Conseil départemental, nouvelle appellation du Conseil général, deux membres de sexe différent, qui se présentent en binôme de candidats. Les conseillers départementaux sont élus pour 6 ans au scrutin binominal majoritaire à deux tours, l'accès au second tour nécessitant 10 % des inscrits au 1er tour. En outre la totalité des conseillers départementaux est renouvelée. Ce nouveau mode de scrutin nécessite un redécoupage des cantons dont le nombre est divisé par deux avec arrondi à l'unité impaire supérieure si ce nombre n'est pas entier impair, assorti de conditions de seuils minimaux. Dans le Cher, le nombre de cantons passe ainsi de 35 à 19. La composition du canton de Vierzon-1 est remaniée.

## Géographie
Ce canton est organisé autour de Vierzon dans l'arrondissement de Vierzon. Son altitude varie de 94 m (Vierzon) à 182 m (Vierzon) pour une altitude moyenne de 122 m.

## Représentation

### Conseillers d'arrondissement du canton de Vierzon (de 1833 à 1940)
| Période                                  | Période           | Identité                             | Étiquette  | Qualité |
| ---------------------------------------- | ----------------- | ------------------------------------ | ---------- | --- |
| 1833                                     | 1842              | Louis Bourdin (1779-1850)            |            | Propriétaire à Vierzon                                                                                      |
| 1842                                     | 1852              | François Amédée Manceron (1798-1865) |            | Notaire à Vierzon                                                                                           |
| 1852                                     |                   | Édouard Burdel                       |            | Médecin de l'hospice de Vierzon                                                                             |
|                                          |                   |                                      |            | |
| 1898                                     | 1901              | Émile Bodin                          | Socialiste | Ouvrier en céramique, maire de Vierzon-Village (1896-1925)                                                  |
| 1901                                     | 1919 (décès)      | Eugène Chamfrault (1855-1919),       | Socialiste | Receveur-buraliste, adjoint au maire de Vierzon-Ville, Secrétaire de la Bourse du Travail                   |
| 1919                                     | 1922              | Auguste Joseph Cotillon              | SFIO       | Industriel à Vierzon                                                                                        |
| 1922                                     | 1923 (annulation) | Georges Wallet (1899-1983)           | PC-SFIC    | Mécanicien, ancien Mutin de la mer Noire                                                                    |
| 1923                                     | 1937 (décès)      | André Collier (1876-1937)            | PC-SFIC    | Vigneron, maire de Vierzon-Bourgneuf (1935-1937)                                                            |
| 1937                                     | 1940              | Lucien Michel (1902-1942)            | PC-SFIC    | Charron à Vierzon Mort en déportation à Auschwitz le 17 août 1942                                           |
| 1940                                     |                   |                                      |            | Les conseils d'arrondissement ont été suspendus par la loi du 12 octobre 1940 et n'ont jamais été réactivés |
| Les données manquantes sont à compléter. |                   |                                      |            | |

### Conseillers généraux de l'ancien canton de Vierzon (1833 à 1973)
| Période | Période | Identité                           | Étiquette                           | Qualité |
| ------- | ------- | ---------------------------------- | ----------------------------------- | --- |
| 1833    | 1848    | Jean-Pierre Lambert                |                                     | Maire de Saint-Hilaire-de-Court puis de Vierzon-Ville |
| 1848    | 1856    | Pierre Pétry                       |                                     | Propriétaire, maire de Vierzon-Ville Conseiller général du Canton de Mehun-sur-Yèvre (1833-1839) |
| 1856    | 1871    | Alfred Hache (fils du précédent)   |                                     | Fabricant de porcelaine à Vierzon |
| 1871    | 1883    | Henri Brisson                      | Républicain                         | Avocat Député de la Seine (1871-1885) Député du Cher (1885-1889) Député de la Seine (1893-1902) Député des Bouches-du-Rhône (1902-1912) Chef du Gouvernement (1885 et 1898) Président du Conseil général du Cher (1880-1883) |
| 1883    | 1889    | François-Xavier Darmet (1843-1911) | Républicain                         | Maire de Vierzon-Village Fondateur de la Manufacture Taillemite |
| 1889    | 1901    | Alfred Auguste Goffart (1844-1908) | Monarchiste puis Républicain rallié | Manufacturier Ancien garde général des forêts Propriétaire à Vierzon |
| 1901    | 1907    | Émile Bodin                        | Socialiste                          | Maire de Vierzon-Village, conseiller d'arrondissement |
| 1907    | 1925    | Émile Péraudin                     | Rad. (député NI)                    | Secrétaire de mairie Maire de Vierzon (1900-....) Député (1924-1928) |
| 1925    | 1937    | Félix Chariot                      | Soc.ind.-PRS                        | Maraîcher Maire de Vierzon-Bourgneuf |
| 1937    | 1940    | Ernest Gazeaux (1891-1948)         | PC-SFIC puis POPF                   | Tourneur sur métaux puis Gérant de coopérative Adjoint au maire de Vierzon |
|         |         |                                    |                                     | |
| 1945    | 1949    | Ernest Cutard                      | PCF                                 | Ouvrier céramiste, secrétaire de la CGT à Vierzon |
| 1949    | 1973    | Léo Mérigot (1902-1982)            | PCF                                 | Médecin Maire de Vierzon (1959-1977) Elu en 1973 dans le Canton de Vierzon-2 |

### Conseillers généraux du canton de Vierzon-1 de 1973 à 2015
| Période | Période          | Identité                      | Étiquette   | Qualité |
| ------- | ---------------- | ----------------------------- | ----------- | --- |
| 1973    | 1992             | Fernand Micouraud (1924-2012) | PCF         | Employé Maire de Vierzon (1977-1990)                                                                                          |
| 1992    | 1992 (démission) | Jean Rousseau                 | GÉ          | Instituteur Maire de Vierzon (1990-2008) Ancien député PS (1981-1986)                                                         |
| 1992    | 1998             | Jean-Paul Vadrot              | GÉ puis UDF | Chef de l'action sociale à la Caisse d'allocations familiales de Bourges Maire-adjoint de Vierzon                             |
| 1998    | 2004             | François Dumon                | PCF         | Permanent politique Conseiller municipal de Vierzon Conseiller régional, suppléant du député Jean-Claude Sandrier (1997-2012) |
| 2004    | 2012             | Nicolas Sansu                 | PCF         | Permanent politique Maire de Vierzon (2008-2022) Vice-président du Conseil général Député du Cher (2012-2017 et depuis 2022)  |
| 2012    | 2015             | Karine Chêne                  | PCF         | Enseignante Adjointe au maire de Vierzon                                                                                      |

### Conseillers départementaux du canton de Vierzon à partir de 2015
| Période élective | Période élective | Mandat | Mandat           | Identité        | Nuance | Nuance | Qualité                                                                     |
| ---------------- | ---------------- | ------ | ---------------- | --------------- | ------ | ------ | --------------------------------------------------------------------------- |
| 2015             | 2021             | 2015   | 2021             | Karine Chêne    |        | PCF    | Enseignante Adjointe au maire de Vierzon (2008-2017)                        |
| 2015             | 2021             | 2015   | 2017 (démission) | Mounire Lyame   |        | DVG    | Militant associatif, ancien attaché parlementaire de Nicolas Sansu          |
| 2015             | 2021             | 2017   | 2021             | Franck Michoux  |        | PCF    | Cadre Adjoint au maire de Vierzon                                           |
| 2021             | 2028             | 2021   | en cours         | Mélanie Chauvet |        | PCF    | Agent hospitalier, adjointe au maire de Vierzon                             |
| 2021             | 2028             | 2021   | en cours         | Franck Michoux  |        | PCF    | Formateur en centre de formation des apprentis, adjoint au maire de Vierzon |

### Résultats détaillés

#### Élections de mars 2015
À l'issue du 1er tour des élections départementales de 2015, deux binômes sont en ballottage : Karine Chêne et Mounire Lyame (FG, 33,05 %) et Bruno Bourdin et Martine Raimbault (FN, 27,7 %). Le taux de participation est de 46,34 % (4 949 votants sur 10 679 inscrits) contre 51 % au niveau départementalet 50,17 % au niveau national.
Au second tour, Karine Chêne et Mounire Lyame (FG) sont élus avec 61,96 % des suffrages exprimés et un taux de participation de 47,12 % (2 823 voix pour 5 032 votants et 10 679 inscrits).

#### Élections de juin 2021
Le premier tour des élections départementales de 2021 est marqué par un très faible taux de participation (33,26 % au niveau national). Dans le canton de Vierzon-1, ce taux de participation est de 26,75 % (2 741 votants sur 10 245 inscrits) contre 32,99 % au niveau départemental. À l'issue de ce premier tour, deux binômes sont en ballottage : Mélanie Chauvet et Franck Michoux (PCF, 45,26 %) et Bruno Bourdin et Fabienne Moindrot (RN, 24,96 %).
Le second tour des élections est marqué une nouvelle fois par une abstention massive équivalente au premier tour. Les taux de participation sont de 34,3 % au niveau national, 34,03 % dans le département et 28,64 % dans le canton de Vierzon-1. Mélanie Chauvet et Franck Michoux (PCF) sont élus avec 66,22 % des suffrages exprimés (1 788 voix pour 2 933 votants et 10 241 inscrits),,. 

## Composition

### Composition avant 2015
Le canton de Vierzon-I se composait de la portion de territoire de la ville de Vierzon déterminée par l'axe des voies ci-après : route nationale n° 76 depuis son entrée dans la commune à la limite Est jusqu'au pont de chemin de fer, assiette de la voie ferrée depuis le pont de chemin de fer sur la route nationale n° 76 jusqu'à la hauteur de la rue de la Voûte, pour la partie de la voie ferrée placée dans le tunnel, la limite cantonale emprunterait la place de la Résistance dont l'axe coïncide avec celui du tunnel, rue Célestin-Girard, rue du Bas-de-Grange, petite rue du Chambon, assiette de l'ancien canal du Berry et son prolongement, actuellement place de la République jusqu'à la rue Romain-Rolland, rue Romain-Rolland jusqu'au deuxième bras du Cher bordé par le quai du Cher, rivière le Cher jusqu'à la limite Ouest de la commune de Vierzon et les limites des communes de Saint-Hilaire-de-Court, Méry-sur-Cher, Theillay, Orçay, Saint-Laurent et Vignoux-sur-Barangeon (jusqu'à la route nationale n° 76).

### Composition à partir de 2015
| Nom                             | Code Insee | Intercommunalité         | Superficie (km2) | Population (dernière pop. légale)                | Densité (hab./km2) | Modifier                                    |
| ------------------------------- | ---------- | ------------------------ | ---------------- | ------------------------------------------------ | ------------------ | ------------------------------------------- |
| Vierzon (bureau centralisateur) | 18279      | CC Vierzon-Sologne-Berry | 74,50            | Fraction : 14 854 (2022) Commune : 25 254 (2022) | 339                | modifier les données · modifier les données |
| Canton de Vierzon-1             | 1818       |                          |                  | 14 854 (2022)                                    |                    | modifier les données                        |

Le nouveau canton de Vierzon-1 comprend la partie de la commune de Vierzon située au nord d'une ligne définie par l'axe des voies et limites suivantes : depuis la limite territoriale de la commune de Vignoux-sur Barangeon, route départementale 2076 (route de Bourges), rue Étienne-Marcel, rue Pasteur, ligne de chemin de fer, rue de la Voûte, rue Célestin-Gérard, rue du Bas-de-Grange, petite rue du Chambon, ancien canal de Berry et son prolongement, rue Garibaldi, rue François-Mitterrand, rue du 11-Novembre-1918, ancien canal de Berry, rue Voltaire, rue des Ponts, cours du Cher, jusqu'à la limite territoriale de la commune de Saint-Hilaire-de-Court.

## Démographie

### Démographie avant 2015
| 1975 | 1982 | 1990   | 1999   | 2006   | 2011   | 2012   |
| ---- | ---- | ------ | ------ | ------ | ------ | ------ |
| -    | -    | 19 468 | 17 479 | 16 436 | 15 700 | 15 947 |

### Démographie depuis 2015
En 2022, le canton comptait 14 854 habitants, en évolution de −4,64 % par rapport à 2016 (Cher : −2,48 %, France hors Mayotte : +2,11 %).
| 2013   | 2018   | 2022   |
| ------ | ------ | ------ |
| 16 029 | 15 259 | 14 854 |